# Mastixia octandra
Mastixia octandra là một loài thực vật có hoa trong họ Cornaceae. Loài này được K.M.Matthew miêu tả khoa học đầu tiên năm 1976.